# Oncideres intermedia
Oncideres intermedia är en skalbaggsart som beskrevs av Dillon 1946. Oncideres intermedia ingår i släktet Oncideres och familjen långhorningar. Inga underarter finns listade i Catalogue of Life.